# Wereldkampioenschappen judo 2003
De wereldkampioenschappen judo 2003 waren de 23ste editie van de wereldkampioenschappen judo en werden gehouden in de Osaka-jō Hall in de Japanse stad Osaka, van 11 tot en met 14 september 2003.

## Medailleoverzicht

### Mannen
| Gewichtsklasse | Goud              | Zilver               | Brons              |
| -------------- | ----------------- | -------------------- | ------------------ |
| – 60 kg        | Choi Min-Ho       | Craig Fallon         | Tadahiro Nomura    |
| – 60 kg        | Choi Min-Ho       | Craig Fallon         | Anis Lounifi       |
| – 66 kg        | Arash Miresmaeili | Larbi Benboudaoud    | Yordanis Arencibia |
| – 66 kg        | Arash Miresmaeili | Larbi Benboudaoud    | Magomed Dzhafarov  |
| – 73 kg        | Lee Won-hee       | Daniel Fernandes     | João Neto          |
| – 73 kg        | Lee Won-hee       | Daniel Fernandes     | Vitaliy Makarov    |
| – 81 kg        | Florian Wanner    | Sergei Aschwanden    | Robert Krawczyk    |
| – 81 kg        | Florian Wanner    | Sergei Aschwanden    | Aleksei Budõlin    |
| – 90 kg        | Hwang Hee-Tae     | Zoerab Zviadauri     | Siarhei Kukharenka |
| – 90 kg        | Hwang Hee-Tae     | Zoerab Zviadauri     | Carlos Honorato    |
| – 100 kg       | Kosei Inoue       | Ghislain Lemaire     | Ihor Makarov       |
| – 100 kg       | Kosei Inoue       | Ghislain Lemaire     | Mário Sabino       |
| + 100 kg       | Yasuyuki Muneta   | Dennis van der Geest | Tamerlan Tmenov    |
| + 100 kg       | Yasuyuki Muneta   | Dennis van der Geest | Yevgen Sotnikov    |
| Open           | Keiji Suzuki      | Indrek Pertelson     | Abdullo Tangriev   |
| Open           | Keiji Suzuki      | Indrek Pertelson     | Movlud Miraliyev   |

### Vrouwen
| Gewichtsklasse | Goud             | Zilver              | Brons               |
| -------------- | ---------------- | ------------------- | ------------------- |
| – 48 kg        | Ryoko Tamura     | Frédérique Jossinet | Neşe Şensoy Yıldız  |
| – 48 kg        | Ryoko Tamura     | Frédérique Jossinet | Danieska Carrión    |
| – 52 kg        | Amarilis Savón   | Annabelle Euranie   | Raffaella Imbriani  |
| – 52 kg        | Amarilis Savón   | Annabelle Euranie   | Yuki Yokosawa       |
| – 57 kg        | Kye Sun-hui      | Yvonne Bönisch      | Yurisleidis Lupetey |
| – 57 kg        | Kye Sun-hui      | Yvonne Bönisch      | Deborah Gravenstijn |
| – 63 kg        | Daniela Krukower | Driulis González    | Anna Von Harnier    |
| – 63 kg        | Daniela Krukower | Driulis González    | Ylenia Scapin       |
| – 70 kg        | Masae Ueno       | Regla Leyén         | Edith Bosch         |
| – 70 kg        | Masae Ueno       | Regla Leyén         | Annett Böhm         |
| – 78 kg        | Noriko Anno      | Yurisel Laborde     | Edinanci Silva      |
| – 78 kg        | Noriko Anno      | Yurisel Laborde     | Esther San Miguel   |
| + 78 kg        | Sun Fuming       | Maki Tsukada        | Tea Donguzashvili   |
| + 78 kg        | Sun Fuming       | Maki Tsukada        | Karina Bryant       |
| Open           | Tong Wen         | Karina Bryant       | Mara Kovačević      |
| Open           | Tong Wen         | Karina Bryant       | Daima Beltrán       |

## Medaillespiegel
| Plaats | Land                 | Goud | Zilver | Brons | Totaal |
| 1      | Japan                | 6    | 1      | 2     | 9      |
| 2      | Zuid-Korea           | 3    | 0      | 0     | 3      |
| 3      | China                | 2    | 0      | 0     | 2      |
| 4      | Cuba                 | 1    | 3      | 4     | 8      |
| 5      | Duitsland            | 1    | 1      | 3     | 5      |
| 6      | Argentinië           | 1    | 0      | 0     | 1      |
| 6      | Iran                 | 1    | 0      | 0     | 1      |
| 6      | Noord-Korea          | 1    | 0      | 0     | 1      |
| 9      | Frankrijk            | 0    | 5      | 0     | 5      |
| 10     | Verenigd Koninkrijk  | 0    | 2      | 1     | 3      |
| 11     | Nederland            | 0    | 1      | 2     | 3      |
| 12     | Estland              | 0    | 1      | 1     | 2      |
| 13     | Georgië              | 0    | 1      | 0     | 1      |
| 13     | Zwitserland          | 0    | 1      | 0     | 1      |
| 15     | Rusland              | 0    | 0      | 4     | 4      |
| 16     | Brazilië             | 0    | 0      | 3     | 3      |
| 17     | Wit-Rusland          | 0    | 0      | 2     | 2      |
| 18     | Azerbeidzjan         | 0    | 0      | 1     | 1      |
| 18     | Italië               | 0    | 0      | 1     | 1      |
| 18     | Polen                | 0    | 0      | 1     | 1      |
| 18     | Portugal             | 0    | 0      | 1     | 1      |
| 18     | Servië en Montenegro | 0    | 0      | 1     | 1      |
| 18     | Spanje               | 0    | 0      | 1     | 1      |
| 18     | Tunesië              | 0    | 0      | 1     | 1      |
| 18     | Turkije              | 0    | 0      | 1     | 1      |
| 18     | Oekraïne             | 0    | 0      | 1     | 1      |
| 18     | Oezbekistan          | 0    | 0      | 1     | 1      |
| Totaal | Totaal               | 16   | 16     | 32    | 64     |